# Lorne de Wolfe
Lorne Erik Lawrence Munthe de Wolfe, född 31 maj 1948 i Vaxholm, Stockholms län, är en svensk musiker och låtskrivare. Han är son till konstnärerna  Ronald de Wolfe och Astrid Munthe de Wolfe samt far till Martin Munthe och Lisa Munthe. 
Lorne de Wolfe var medlem i popbandet Tintacs, senare Ron Faust, från Vaxholm. Han var aktiv i uppbyggnaden av skivbolaget MNW och blev medlem i bandet Contact. Efter att detta upplösts bildade han studiobandet Vargen, vilket så småningom utvecklades till Hansson de Wolfe United. Han är bosatt i Stockholm.

## Diskografi
- Love Bring the Night and the Day - Tin Tacs (1968)
- Nobody Wants to Be Sixteen - Contact (1970)
- The Day the Earth Stood Still - Kim Fowley (1970)
- Hon kom över mon - Contact (1970)
- Utmarker - Contact (1971)
- I original - Vargen (1975)
- Iskalla killen (full av mänsklig värme) - Hansson de Wolfe United (1979)
- Existens maximum - Hansson de Wolfe United (1981)
- Yes Box Allright - Hansson de Wolfe United (1982)
- Container - Hansson de Wolfe United (1984)
- Artattack - Hansson de Wolfe United (1985)
- Mogi Mobo - Lorne de Wolfe (1987)
- Roulettenburg - De Wolfe United (1990)
- Utanpå allt - Hansson de Wolfe United (1994)
- Lorne de Wolfe United (2001)
- Elektriskt blått - Hansson de Wolfe United (2010)
- Själen vill ha sällskap - Hansson de Wolfe United (2014)
- c/o jorden - Hansson de Wolfe United (2022)

## Teater

### Roller
| År   | Roll        | Produktion                          | Regi            | Teater   |
| 1971 | Medverkande | Sol, vad vill du mig? Birger Norman | Ingvar Kjellson | Dramaten |